# Тьерри Казначей
Тьерри Казначей (фр. Thierry le Trésorier; ок. 810—882/883) — граф Отёна 878—879, сеньор Перреси и Божи с 877, советник короля Западно-Франкского королевства Людовика III, сын графа Отёна Хильдебранда III и Дунны.

## Биография
После смерти брата Экхарда Тьерри из его владений получил только Перреси.
После восстания Бернара Готского король Людовик II Заика в 878 году конфисковал все его обширные владения. Для того, чтобы избежать концентрации власти в одних руках, эти земли были разделены между несколькими графами. Тьерри при этом получил графство Отён.
В 879 году умер король Людовик II Заика. Его наследниками в итоге были признаны двое сыновей — Людовик III и Карломан II. Тьерри вместе с Гуго Аббатом и Бозоном Вьеннским вошёл в состав советников Людовика III. В том же году Бозон Вьеннский потребовал себе графство Отён и Тьерри пошёл ему навстречу, обменяв графство на несколько бургундских аббатств.
В 880 году, как один из советников королей Людовика и Карломана, граф Тьерри содействовал заключению договора в Рибмонте, по которому западная часть Лотарингии была передана королю Восточно-Франкского государства Людовику III Младшему.

## Брак и дети
Имя жены Тьерри и её происхождение неизвестно. Но на основании ономастических данных Кристиан Сеттипани высказал предположение, что она могла быть дочерью Ричарда II, графа Амьена. Дети:
- Ричард[4] (ум. после 885), граф Амьена
- Тьерри (IX)[5] (ум. после 885), граф 880
- дочь (ум. после 885); муж: Урсо[6]